# HD 18885
HD 18885，又名BD-10 594，SAO 148721、HR 912，是一颗恒星，视星等为5.83，位于銀經190.03，銀緯-54.8，其B1900.0坐标为赤經2h 57m 5.3s，赤緯-10° -54.8′ 21″。